# Women in Love (1958)
Women in Love är en brittisk film som gjordes för TV 1958. Medverkar gör bland andra Sean Connery, som spelar såväl judisk pianist som nazistisk krigsförbrytare. Filmen är svart/vit.